# GraphicsMagick
GraphicsMagick — форк ImageMagick, з акцентом на стабільності API та параметрів командного рядка. Відгалужений 2002 року від версії ImageMagick 5.5.2 після того, як у групі розробників виникли непримиренні розбіжності.
На додаток до API, доступних в ImageMagick, GraphicsMagick також включає API Tcl, який називається TclMagick.
GraphicsMagick використовують деякі веб-сайти для обробки великої кількості завантажених фотографій. Станом на 2023 рік у GraphicsMagick було 4 активних програмісти, тоді як в ImageMagick — 24.
Останній стабільний випуск GraphicsMagick, версія 1.3.45, вийшов 27 серпня 2024 року.